# Yelicones crassipes
Yelicones crassipes är en stekelart som beskrevs av Szepligeti 1904. Yelicones crassipes ingår i släktet Yelicones och familjen bracksteklar. Inga underarter finns listade i Catalogue of Life.